# La migala
«La migala» es un relato breve del escritor mexicano Juan José Arreola (1918 - 2001). Este cuento forma parte de la obra titulada cuentos breves latino americanos, publicada en 1952.

## Argumento
El protagonista de esta historia compra una migala, una araña de origen sudamericano altamente venenosa. 
Su intención es llevarla a su piso y convivir con ella a la espera de su picadura mortal. Una vez en el departamento, suelta a la migala y la ve esconderse tras un mueble. A partir de ese momento la mente del protagonista vivirá entre el sueño y el insomnio, el amor y la soledad, la angustia vital y el masoquismo, pendiente de esa presencia inquietante. Los días pasan; él sabe que la migala sigue ahí, al acecho... Todo su mundo se reduce a constatar y temer el momento de su muerte postergada. Pero esa nueva realidad, delirante y claustrofóbica, le sirve de terapia (absurda) para olvidar el dolor de haber sido rechazado por su amada. El protagonista elige experimentar el terror que genera la posibilidad de una muerte inminente antes que el desprecio fruto de su amor imposible.

## Crítica
Se trata de un relato inquietante del siglo XX. La novelista Rosa Beltrán califica tanto La Migala de Juan José Arriola como Sólo vine a hablar por teléfono de Gabriel García Márquez como las obras de terror más intensas de la literatura hispanoamericana.
El relato ha sido extensamente citado y analizado, y se utiliza como material didáctico de literatura. Existen múltiples interpretaciones sobre su significado.